# Отчичі
О́тчичі — група залежних селян у Великому князівстві Литовському, Речі Посполитій та Московській державі XV-XVI століття, предків яких феодали позбавили права переходу на інше місце.
З метою посилення зиску від використання селянства, феодали одночасно прагнули обернути «похожих» селян (тобто тих, що були феодально залежними, але зберігали право переходу з одного феодального володіння в інше) в «непохожих», отчичів, тобто в кріпаків, позбавлених такого права.